# Grammy Award para Melhor Álbum Country
O Grammy Award para Best Country Album é uma das categorias do Grammy Awards, cerimônia que premia as realizações na indústria musical. De acordo com o guia descritivo do Grammy Awards, a categoria premia álbuns contendo, em no mínimo 51% do seu tempo, músicas country novas, sendo vocais ou instrumentais.
A categoria foi primeiramente apresentada sobre o nome de Best Country & Western Album, e o primeiro vencedor foi o cantor Roger Miller em 1965 com o álbum Dang Me/Chug-a-Lug. Em 1966 a categoria deixou de existir.
Em 1995 a categoria foi reintroduzida, agora sob o nome de Best Country Album.

## Recordes
O grupo Dixie Chicks detém o recorde de mais vitórias na categoria, tendo vencido quatro vezes. Roger Miller e o grupo Lady Antebellum venceram por duas vezes cada. Trisha Yearwood detém o recorde de mais indicações, tendo sido indicada oito vezes, mas sem vitórias.
Shania Twain é a única vencedora que não é americana.
Taylor Swift, Dixie Chicks, Kacey Musgraves e Beyoncé são os únicos artistas a vencer tanto Best Country Album quanto Album of the Year, com os álbuns Fearless, Taking the Long Way,  Golden Hour e Cowboy Carter respectivamente.

## Vencedores

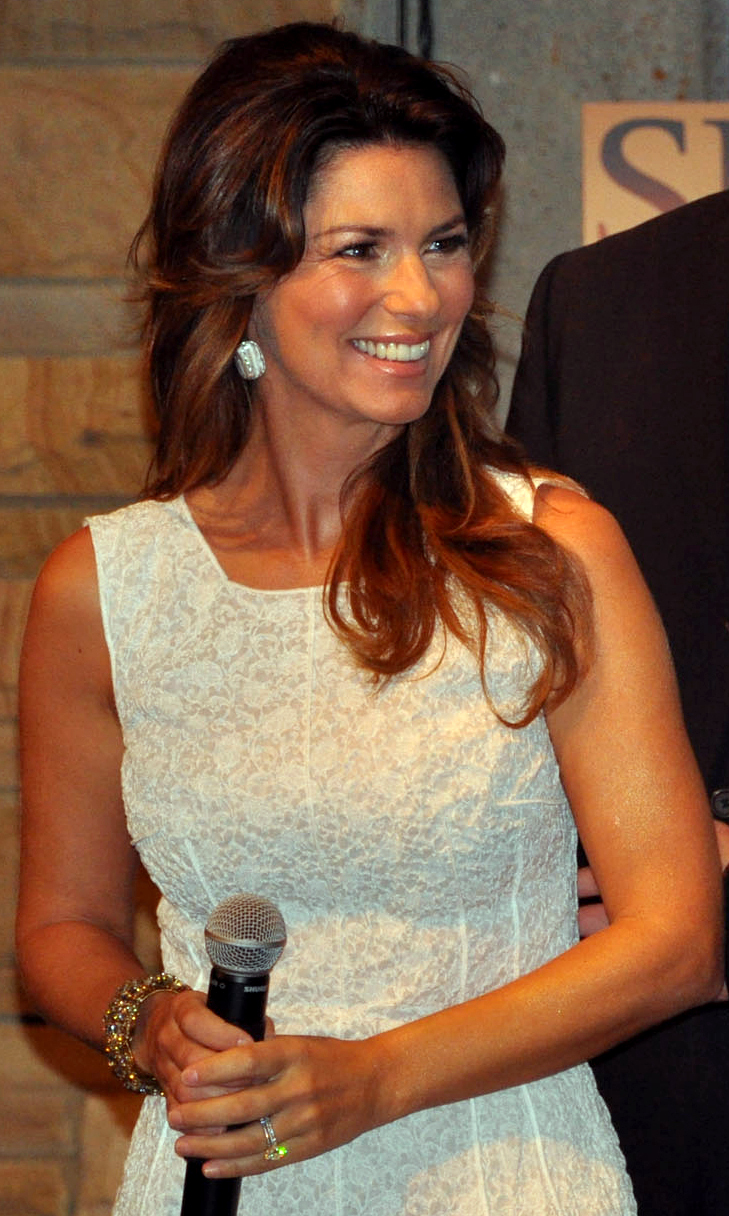
Shania Twain, vencedora em 1996.

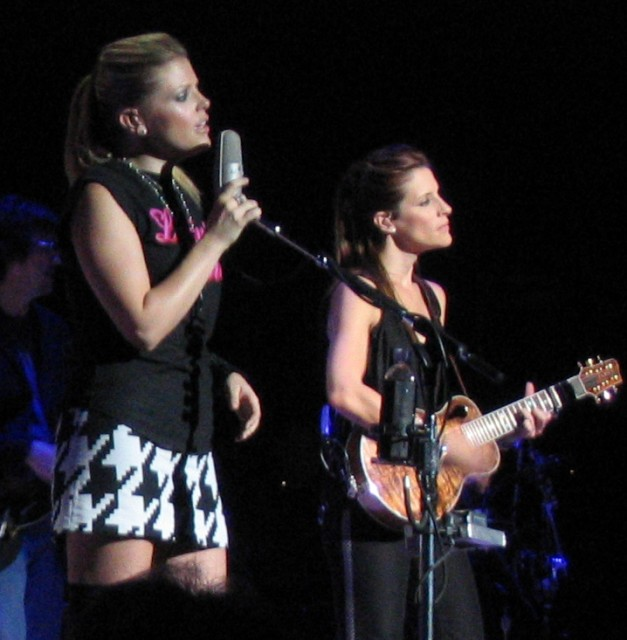
Dixie Chicks, vencedoras por quatro vezes

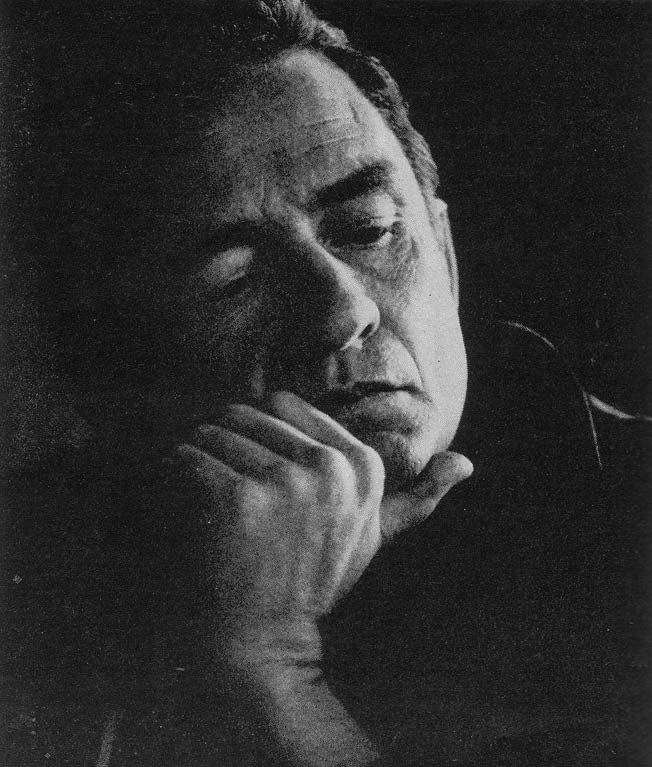
Johnny Cash, vencedor em 1998.

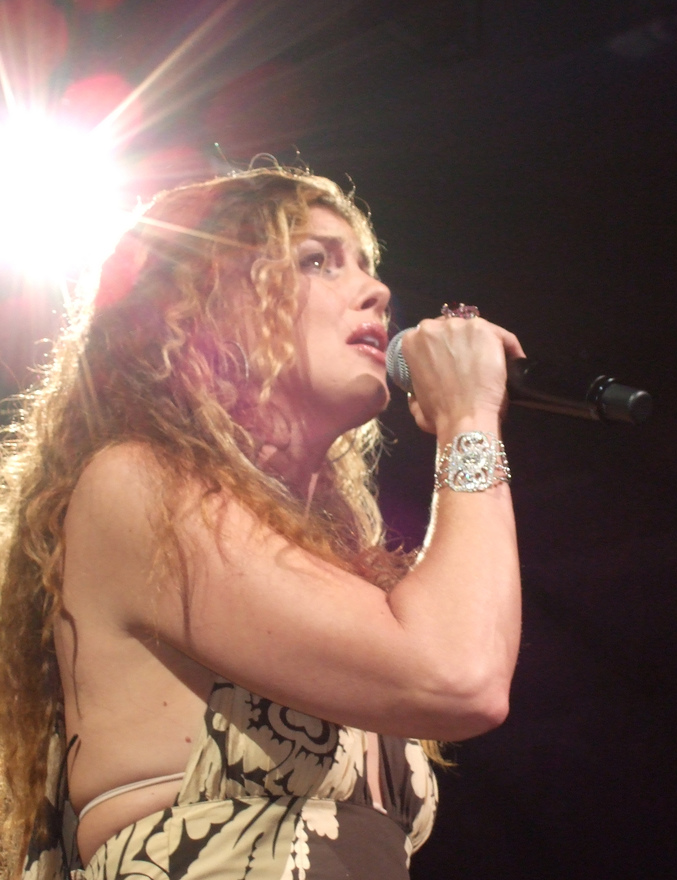
Faith Hill, vencedora em 2001.

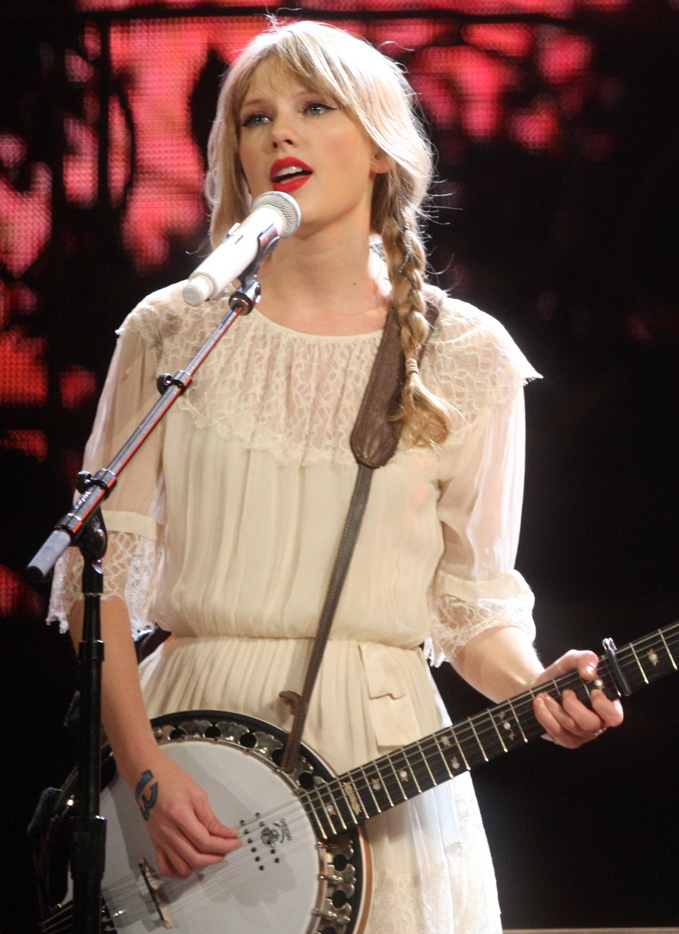
Taylor Swift, vencedora em 2010 com o álbum Fearless.

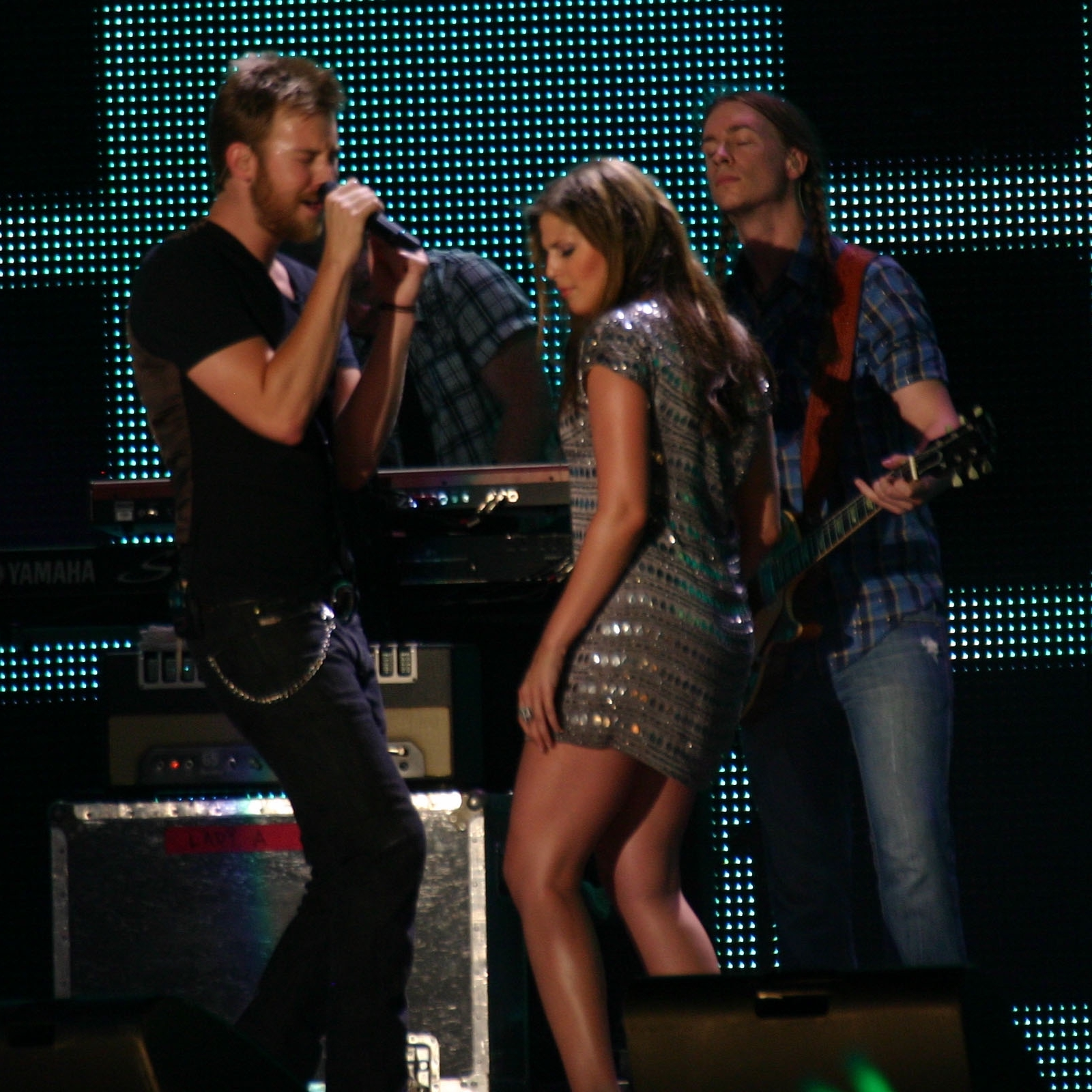
Lady Antebellum, vencedores em 2011 e 2012.

| Ano  | Artista                        | Álbum                                                | Indicados |
| ---- | ------------------------------ | ---------------------------------------------------- | --- |
| 1965 | Roger Miller                   | Dang Me/Chug-a-Lug                                   | - |
| 1966 | Roger Miller                   | The Return of Roger Miller                           | - |
| 1995 | Mary Chapin Carpenter          | Stones in the Road                                   | - Asleep at the Wheel — Tribute to the Music of Bob Wills and the Texas Playboy - Vince Gill — When Love Finds You - Reba McEntire — Read My Mind - Trisha Yearwood — The Song Remembers When   |
| 1996 | Shania Twain                   | The Woman in Me                                      | - Junior Brown — Junior High - The Mavericks — Music for All Occasions - John Michael Montgomery — John Michael Montgomery - Trisha Yearwood — Thinkin' About You - Dwight Yoakam — Dwight Live |
| 1997 | Lyle Lovett                    | The Road to Ensenada                                 | - Brooks & Dunn — Borderline - Vince Gill — High Lonesome Sound - Patty Loveless — The Trouble with the Truth - Trisha Yearwood — Everybody Knows - Dwight Yoakam — Gone                        |
| 1998 | Johnny Cash                    | Unchained                                            | - Alan Jackson — Everything I Love - Patty Loveless — Long Stretch of Lonesome - George Strait — Carrying Your Love With Me - Dwight Yoakam — Under The Covers                                  |
| 1999 | Dixie Chicks                   | Wide Open Spaces                                     | - Garth Brooks — Sevens - Faith Hill — Faith - Shania Twain — Come On Over - Trisha Yearwood — Where Your Road Leads                                                                            |
| 2000 | Dixie Chicks                   | Fly                                                  | - Asleep at the Wheel — Ride with Bob - Emmylou Harris, Linda Ronstadt & Dolly Parton — Trio II - George Jones — Cold Hard Truth - Alison Krauss — Forget About It                              |
| 2001 | Faith Hill                     | Breathe                                              | - Vince Gill — Let's Make Sure We Kiss Goodbye - Alan Jackson — Under the Influence - Lee Ann Womack — I Hope You Dance - Trisha Yearwood — Real Live Woman                                     |
| 2002 | Vários Artistas                | Timeless: Hank Williams Tribute                      | - Diamond Rio — One More Day - Tim McGraw — Set This Circus Down - Willie Nelson — Rainbow Connection - Trisha Yearwood — Inside Out                                                            |
| 2003 | Dixie Chicks                   | Home                                                 | - Alan Jackson — Drive - Willie Nelson — The Great Divide - Joe Nichols — Man with a Memory - Dolly Parton — Halos & Horns                                                                      |
| 2004 | Vários Artistas                | Livin', Lovin', Losin': Songs of the Louvin Brothers | - Faith Hill — Cry - Lyle Lovett — My Baby Don't Tolerate - Willie Nelson & Ray Price — Run That By Me One More Time - Willie Nelson — Live and Kickin' - Shania Twain — Up!                    |
| 2005 | Loretta Lynn                   | Van Lear Rose                                        | - Tim McGraw — Live Like You Were Dying - Tiff Merritt — Tambourine - Keith Urban — Be Here - Gretchen Wilson — Here for the Party                                                              |
| 2006 | Alisson Krauss e Union Station | Lonely Runs Both Ways                                | - Faith Hill — Fireflies - Brad Paisley — Time Well Wasted - Gretchen Wilson — All Jacked Up - Trisha Yearwood — Jasper County                                                                  |
| 2007 | Dixie Chicks                   | Taking the Long Way                                  | - Alan Jackson — Like Red on a Rose - Little Big Town — The Road to Here - Willie Nelson — You Don't Know Me: The Songs of Cindy Walker - Josh Turner — Your Man                                |
| 2008 | Vince Gill                     | These Days                                           | - Dierks Bentley — Long Trip Alone - Tim McGraw — Let It Go - Brad Paisley — 5th Gear - George Strait — It Just Comes Natural                                                                   |
| 2009 | George Strait                  | Troubadour                                           | - Jamey Johnson — That Lonesome Song - Patty Loveless — Sleepless Nights - Randy Travis — Around the Bend - Trisha Yearwood — Heaven, Heartache and the Power of Love                           |
| 2010 | Taylor Swift                   | Fearless                                             | - Zac Brown Band — The Foundation - George Strait — Twang - Keith Urban — Defying Gravity - Lee Ann Womack — Call Me Crazy                                                                      |
| 2011 | Lady Antebellum                | Need You Now                                         | - Dierks Bentley — Up on the Ridge - Zac Brown Band — You Get What You Give - Jamey Johnson — The Guitar Song - Miranda Lambert — Revolution                                                    |
| 2012 | Lady Antebellum                | Own the Night                                        | - Jason Aldean — My Kinda Party - Eric Church — Chief - Blake Shelton — Red River Blue - George Strait — Here for a Good Time - Taylor Swift — Speak Now                                        |
| 2013 | Zac Brown Band                 | Uncaged                                              | - Hunter Hayes — Hunter Hayes - Jamey Johnson — Living for a Song: A Tribute to Hank Cochran - Miranda Lambert — Four the Record - The Time Jumpers — The Time Jumpers                          |
| 2014 | Kacey Musgraves                | Same Trailler Different Park                         | - Jason Aldean — Night Train - Tim McGraw — Two Lanes of Freedom - Blake Shelton — Based on a True Story... - Taylor Swift — Red                                                                |
| 2015 | Miranda Lambert                | Platinum                                             | - Dierks Bentley – Riser - Eric Church – The Outsiders - Brandy Clark – 12 Stories - Lee Ann Womack – The Way I'm Livin'                                                                        |
| 2016 | Chris Stapleton                | Traveller                                            | - Sam Hunt – Montevallo - Little Big Town – Pain Killer - Ashley Monroe – The Blade - Kacey Musgraves – Pageant Material                                                                        |